# 祥林嫂
祥林嫂，越剧现代戏，根据鲁迅小说《祝福》改编。

## 情节概述
祥林嫂年轻时不幸成为寡妇，婆婆将其卖给贺老六为妻。祥林嫂逃到鲁四老爷家做工。之后被卫老二发现，与贺老六成亲，生下儿子阿毛。不久，贺老六病亡，儿子被狼叼走。祥林嫂重回鲁家帮工，但因两次守寡，被认为不祥。祥林嫂到土地庙捐门槛以赎“罪孽”。但仍被鲁家所赶出。在饥寒交迫下，死于风雪之中。

## 演出情况
1946年，该剧由雪声剧团演出，袁雪芬饰演祥林嫂。1956年，上海越剧院再次演出此剧，袁雪芬饰祥林嫂，范瑞娟饰贺老六，张桂凤饰卫老二， 吴小楼饰鲁四老爷。该剧为袁雪芬代表作之一。

## 电影
上海电影制片厂于1978年拍摄越剧同名电影。由袁雪芬出演。